# Maria Ikelap
Maria Epiph Ikelap (* 4. Januar 1987 in Weno) ist eine ehemalige mikronesische Sprinterin.

## Biografie
Maria Ikelap nahm an den Olympischen Sommerspielen 2008 in Peking teil. Im Rennen über 100 Meter schied sie bereits im Vorlauf aus.
Ihre Schwester Evangeleen war ebenfalls Sprinter und startete bei den Olympischen Sommerspielen 2004 in Athen.